# Ormianie na Cyprze

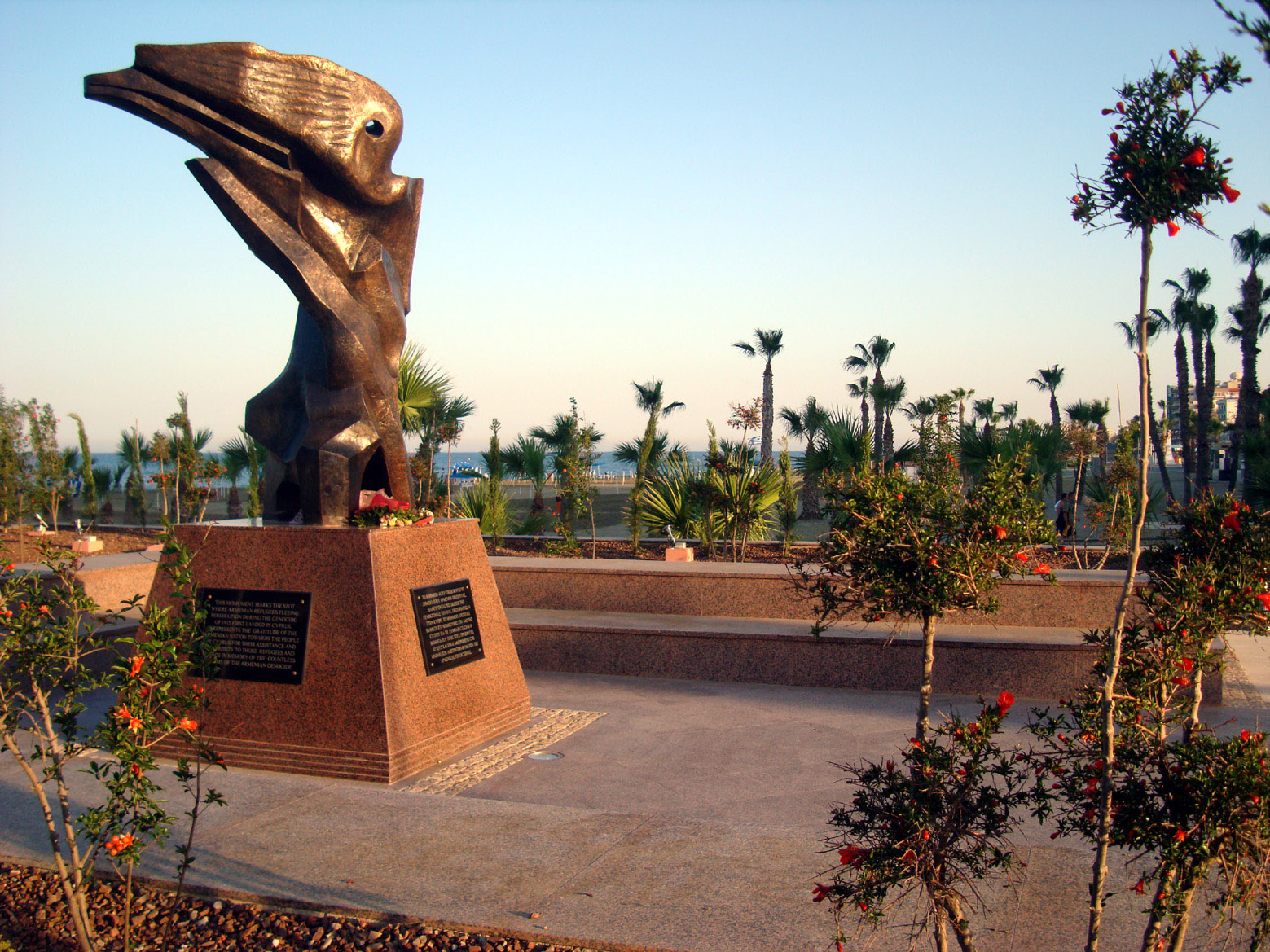
Monument w Larnace, upamiętniający ludobójstwo Ormian

Ormianie cypryjscy (Gibrahayer, orm. Կիպրահայեր, gr. Αρμενοκύπριοι) – mieszkańcy Cypru pochodzenia ormiańskiego. Przybywali na wyspę z Cylicji już w okresie średniowiecza. Duża ich grupa znalazła się na Cyprze, uciekając przed masakrami dokonywanymi przez Turków w latach 1915–1923. Tradycyjnie należą głównie do Apostolskiego Kościoła Ormiańskiego, podlegając Katolikosowi Wielkiego Domu Cylicyjskiego. Posługują się zachodnim dialektem języka ormiańskiego. Obecnie na Cyprze żyje jedynie ok. 3000–3500 Ormian, wliczając w to uchodźców z Libanu. Mieszkają przede wszystkim w Nikozji, Limassol i Larnace. Założyli m.in. wioskę Armenochori. 
Ormianie mają zagwarantowane jedno miejsce w cypryjskiej Izbie Reprezentantów, tak samo jak Maronici i łacinnicy.